# Joseph Deniker

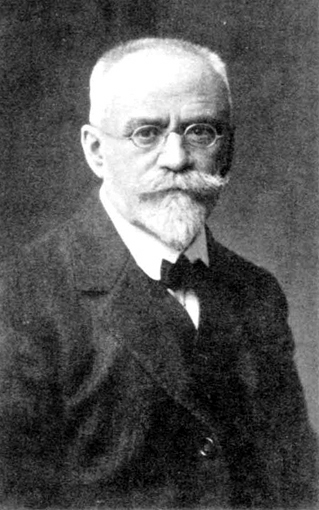
Joseph Deniker

Joseph Deniker (* 6. März 1852 in Astrachan; † 18. März 1918 in Paris) war ein russisch-französischer Anthropologe und Rassentheoretiker.

## Leben
Nach Clemens Stock soll Deniker in seiner Hauptschrift Les races et les peuples de la terre erstmals den Ausdruck „nordische Rasse“ verwendet haben, wobei dieses Konzept dann wiederum von anderen Rassentheoretikern, wie William Z. Ripley und Hans F. K. Günther, übernommen wurde. Allerdings hat Deniker den Ausdruck vom Wiener Gymnasiallehrer Karl Penka übernommen, welcher diesen schon ca. 15 Jahre vorher prägte, worauf auch von Deniker in seiner Schrift Les races hingewiesen wird.

## Veröffentlichungen (Auswahl)
- Recherches anatomiques et embryologiques sur les singes anthropoides. 1886.
- Etude sur les Kalmouks. 1883.
- Les Ghiliaks. 1883.
- Les races de l'Europe. L'indice céphalique en Europe. Association Française pour l'Avancement des Sciences, 1897 (2 Bände). Digitalisat. In: Internet Archive. Abgerufen am 18. Oktober 2024.
- Les races et les peuples de la terre. 1900.